# Leptosiaphos pauliani
Leptosiaphos pauliani là một loài thằn lằn trong họ Scincidae. Loài này được Angel mô tả khoa học đầu tiên năm 1940.